# The Landlord Is Kind Enough to Let Us Have Our Little Sessions
The Landlord Is Kind Enough to Let Us Have Our Little Sessions är det svenska indiepopbandet Paris' tredje studioalbum, utgivet 2007. Skivan spelades in i Vardagsrumsstudion, How Sweet the Sound och Studio Kapsylen i Stockholm 2007.

## Låtlista
1. "Two Manly Men" – 3:45 (text: Annika Mellin, Emma Nylén, musik: Annika Mellin)
2. "When I Laid My Eyes on You" – 3:37 (Annika Mellin)
3. "Office Killer" – 3:39 (Emma Nylén)
4. "Mountains" – 4:27 (Emma Nylén)
5. "The Kind with Demons Inside" – 3:19 (Annika Mellin)
6. "Impressive Talented Heartbreaker" – 4:33 (Annika Mellin)
7. "Let's Leave" – 3:03 (text: Annika Mellin, Mattias Svensson, musik: Annika Mellin)
8. "Take a Chance on Romance" – 4:27 (Annika Mellin)
9. "Undramatic Hours" – 4:44 (text: Annika Mellin, Mattias Svensson, musik: Annika Mellin)
10. "Destructive Construction" – 3:32 (text: Annika Mellin, Emma Nylén, musik: Emma Nylén)